# Josh Gorges
Joshua Daniel „Josh“ Gorges (* 14. August 1984 in Kelowna, British Columbia) ist ein ehemaliger kanadischer Eishockeyspieler, der im Verlauf seiner aktiven Karriere zwischen 2000 und 2018 unter anderem 851 Spiele für die San Jose Sharks, Canadiens de Montréal und Buffalo Sabres in der National Hockey League auf der Position des Verteidigers bestritten hat.

## Karriere

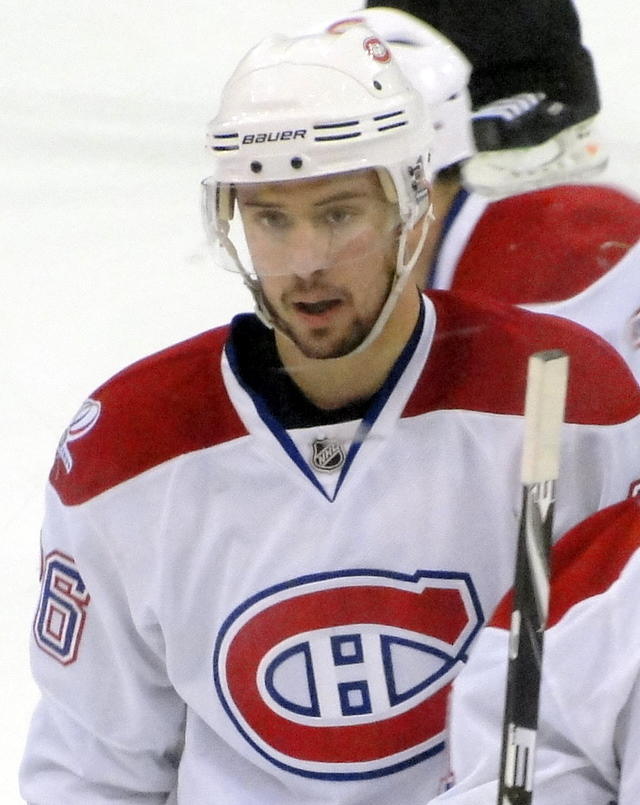
Gorges im Trikot der Canadiens de Montréal (2010)

Gorges begann seine Juniorenkarriere in seiner Heimatstadt in der Western Hockey League bei den Kelowna Rockets im Jahr 2000. Dort verblieb er bis zum Ende der Saison 2003/04, obwohl ihn die San Jose Sharks bereits im September 2002 unter Vertrag genommen hatten. Gorges, der nie gedraftet worden war, verbesserte sich in seinen Statistiken von Jahr zu Jahr. In seiner letzten Saison führte er die Rockets als Mannschaftskapitän zum Sieg im Memorial Cup und wurde mit der George Parsons Trophy für den sportlich fairsten Spieler des Memorial-Cup-Turnieres ausgezeichnet. Im Jahr zuvor hatte der Klub bereits den President’s Cup als Meister der WHL gewonnen. Während der letzten Saison in Kelowna war der Kanadier in die U20-Nationalmannschaft des kanadischen Verbandes berufen worden, um mit Team Kanada bei der Junioren-Weltmeisterschaft in Finnland anzutreten. Nach einer knappen Finalniederlage kehrte Gorges mit einer Silbermedaille im Gepäck zurück.
Zu Beginn der Saison 2004/05 wechselte er zu den Cleveland Barons, dem damaligen Farmteam der San Jose Sharks, in die American Hockey League (AHL). Eine Berufung ins NHL-Team erfolgte aber nicht, da die gesamte NHL-Saison aufgrund des Lockouts ausfiel. Erst zur Saison 2005/06 stand Gorges erstmals im Sharks-Kader und bestritt 49 Spiele in der regulären Saison sowie elf in den Playoffs. Zwischenzeitlich spielte er auch wieder in der AHL. Auch zur Saison 2006/07 erhielt Gorges trotz großer Konkurrenz wieder einen Platz im Kader der Sharks. Am 25. Februar 2007 wurde er und ein Erstrunden-Wahlrecht im NHL Entry Draft 2007 zu den Canadiens de Montréal transferiert. Im Gegenzug kamen Craig Rivet und ein Fünftrunden-Pick im NHL Entry Draft 2008 nach San José. Gorges fand zunächst einen Platz im Kader der traditionsreichen Canadiens, ehe er nach der Sommerpause, zum Beginn der Spielzeit 2007/08, nur noch selten zu Einsätzen kam. Die Situation relativierte sich jedoch im Verlauf der Spielzeit.
Im Anschluss an die Saison 2013/14 forcierten die Canadiens einen Wechsel des Abwehrspielers, der allerdings einige Franchises ablehnte, so zum Beispiel die Toronto Maple Leafs. Schließlich gaben ihn die Canadiens im Juli 2014 im Tausch für eine Zweitrunden-Wahlrecht im NHL Entry Draft 2016 an die Buffalo Sabres ab. Bei den Sabres war der Kanadier bis zum Ende der Saison 2017/18 aktiv, als sein auslaufender Vertrag nicht verlängert wurde. Im Januar 2019 gab der Kanadier im Alter von 34 Jahren seinen Rücktritt vom aktiven Sport bekannt.

## Erfolge und Auszeichnungen
| - 2003 WHL West Second All-Star Team - 2003 President’s-Cup-Gewinn mit den Kelowna Rockets - 2004 WHL West First All-Star Team | - 2004 Memorial-Cup-Gewinn mit den Kelowna Rockets - 2004 George Parsons Trophy |

### International
- 2004 Silbermedaille bei der U20-Junioren-Weltmeisterschaft

## Karrierestatistik

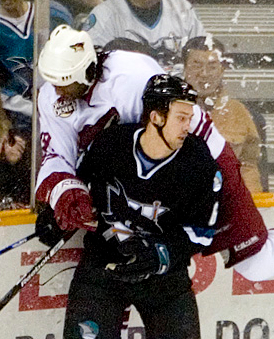
Gorges bei der Ausführung eines Checks

### International
Vertrat Kanada bei:
- U20-Junioren-Weltmeisterschaft 2004

(Legende zur Spielerstatistik: Sp oder GP = absolvierte Spiele; T oder G = erzielte Tore; V oder A = erzielte Assists; Pkt oder Pts = erzielte Scorerpunkte; SM oder PIM = erhaltene Strafminuten; +/− = Plus/Minus-Bilanz; PP = erzielte Überzahltore; SH = erzielte Unterzahltore; GW = erzielte Siegtore; 1 Play-downs/Relegation; Kursiv: Statistik nicht vollständig)